# Haliczany (obwód wołyński)
Haliczany (ukr. Галичани) – wieś na Ukrainie w rejonie łuckim (do 2020 w rejonie horochowskim) obwodu wołyńskiego.
W pobliżu znajduje się przystanek kolejowy Haliczany, położony na linii Lwów – Kiwerce.
Do 2020 w rejonie horochowskim. 